# Combate de Curalí
El Combate de Curalí fue una batalla de la Patria Nueva chilena ocurrida en el marco de la llamada Guerra a Muerte, entre tropas realistas españolas dirigidas por Vicente Benavides y patriotas del gobierno provisorio chileno liderados por el coronel Ramón Freire, desarrollado en los campos de Curalí, cerca de la ribera norte del río Biobío el 1 de mayo de 1819.
Fue una sorpresa y derrota total de Benavides, quien terminó escapando hacia La Araucanía.
El fuego lo abrió el coronel Antonio Merino, no entrando en él el coronel Freire.